# Kinetograph

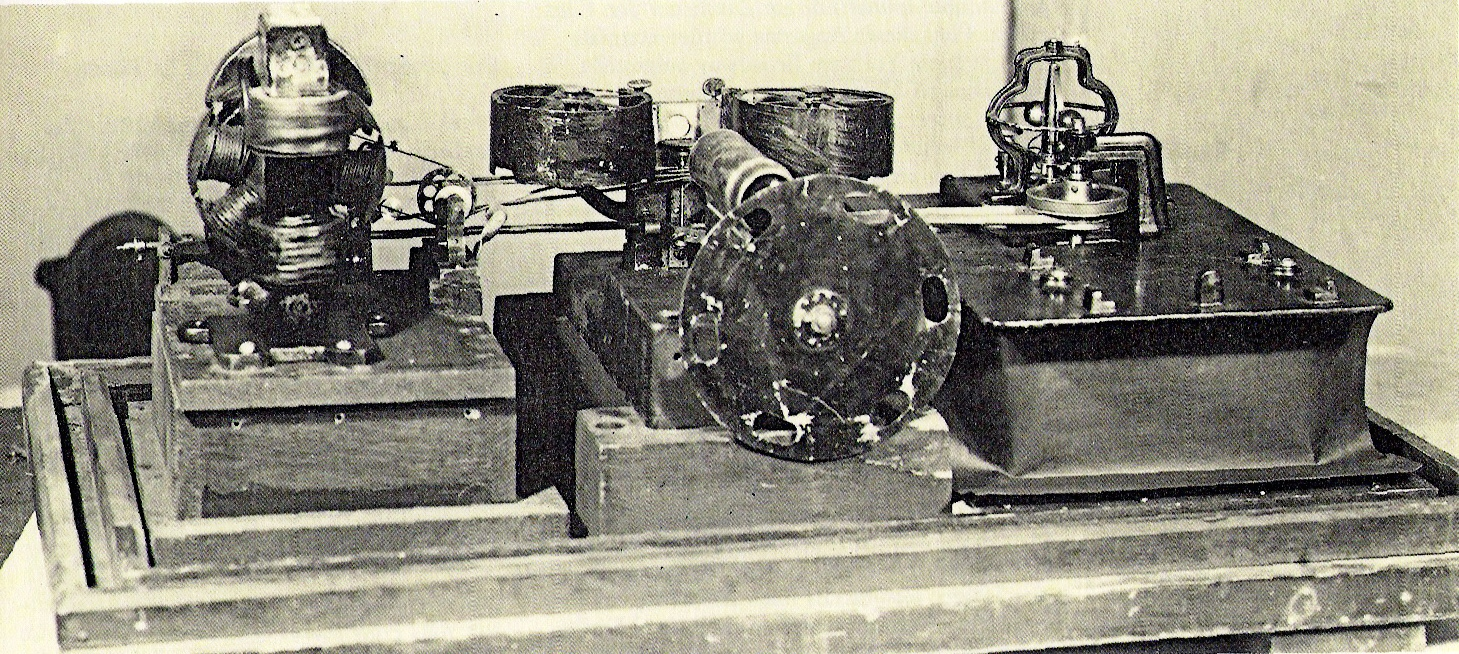
Kinetograph mit horizontalem Filmlauf, um 1891

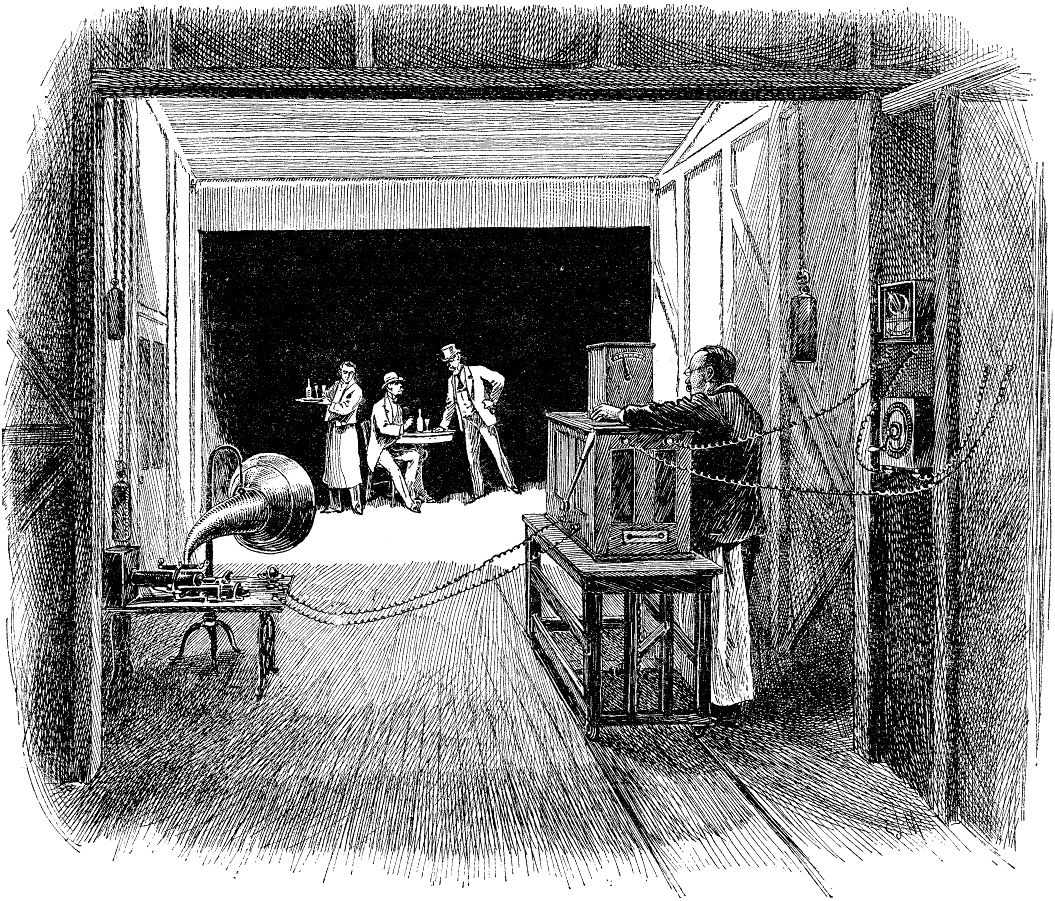
Dickson am Kinetographen bei einer Aufnahme nach dem Playback-Verfahren mit dem Phonographen

Der Kinetograph (altgr. kinein ,sich bewegen‘ und graphein ,schreiben, zeichnen‘) war eine der ersten Filmkameras. 

## Historische Einordnung
Der Kinetograph wurde 1890–91 von William K. L. Dickson (Chef-Ingenieur bei Edison) konstruiert, von Johann Heinrich Krüsi (Mechaniker bei Edison) gebaut und 1894 in den USA patentiert. 
In dieser Kamera wurden 1⅜ Zoll breite Filme aus Zelluloid mit einem Rätschenmechanismus bei bis zu 46 Bildern pro Sekunde intermittierend an einem Objektiv vorbeigeführt und dabei belichtet. Der belichtete Filmstreifen wurde fotochemisch entwickelt. Als Wiedergabegerät diente das Kinetoskop.
Es gab mindestens zwei Exemplare des Kinetographen. Seit etwa 2005 gibt es je einen Nachbau des ersten Modells und desjenigen der Black Maria.
Der Begriff wurde historisch auch für Filmkamera und Filmprojektor allgemein benutzt.